# Regeringen Brundtland I
Regeringen Brundtlands I var en norsk regering som satt från 4 februari 1981 till 14 oktober samma år. Statsminister var Gro Harlem Brundtland som tog över efter Odvar Nordli. Utrikesminister var Knut Frydenlund.